# Orden des Drachen von Annam
Der Orden des Drachen von Annam (französisch Ordre du Dragon d’Annam) wurde am 14. März 1886 durch Kaiser Đồng Khánh, oberster Herr des Kaiserreichs Annam, als Zivil- und Militär-Verdienstorden gestiftet.

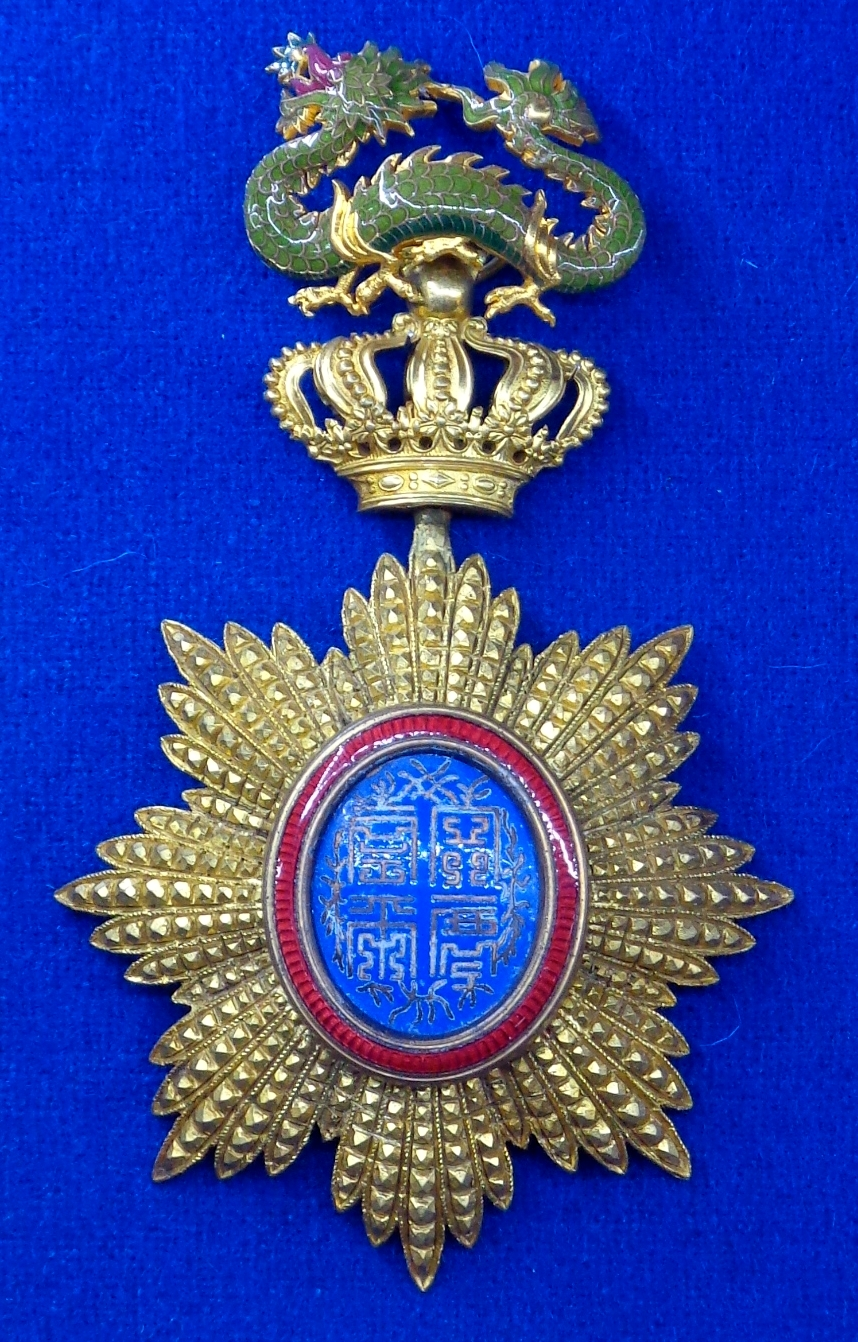
Ordenszeichen

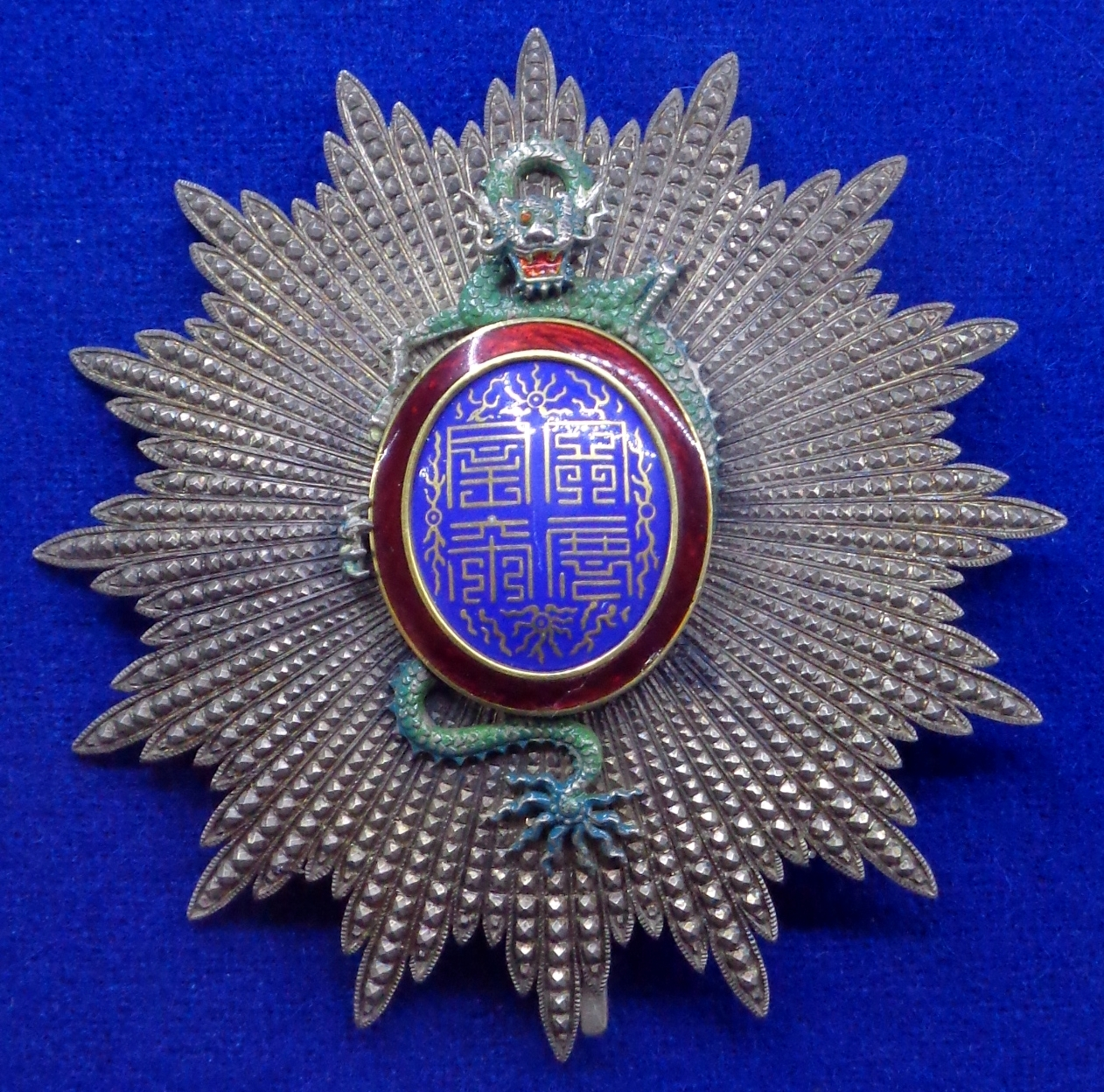
Stern zum Großkreuz

Am 10. Mai 1896 wurde der Orden in einem französischen Kolonialverdienstorden umgewandelt, den Orden vom Grünen Drachen von Annam. Auszeichnungsvorschläge wurden dem französischen Präsidenten vorgelegt.
Seit 1946 wurde der Orden nicht mehr vergeben.

## Ordensklassen
Der Orden wurde in fünf Ordensklassen gestuft:
- Großkreuz, wurde vom Kaiser zusammen mit dem Ritterabzeichen (Bruststern) getragen.
- Großoffizier
- Kommandeur
- Offizier
- Ritter

## Ordensdekoration
Die Ordensdekoration oder das Ordenszeichen war ein ovales blaues Medaillon mit goldenen Wappensymbolen. Ein weiß-rot-weißer Ring umgab das Medaillon. Alles war auf einen achtstrahligen, silbernen, brillantierten Stern aufgelegt. Ein Drache hielt die Krone, an der die Auszeichnung hing.

## Ordensband
Das Ordensband war ein grün-gelbes Band für Zivilverdienste mit aufgelegter Bandrosette.